# La Esmeralda (opera)
La Esmeralda è un'opera lirica in quattro atti di Louise Bertin su libretto di Victor Hugo. L'opera, tratta dal romanzo dello stesso Hugo Notre-Dame de Paris, fece il suo debutto al Opéra Le Peletier il 14 novembre 1836. Nel riscrivere la propria opera per le scene, Hugo, su richiesta della compositrice, portò la relazione amorosa tra Esmeralda e Phoebus al centro della vicenda, rendendo invece più marginale il ruolo di Quasimodo.

## Trama

### Atto I
Alla corte dei miracoli
I mendicanti e gli straccioni di Parigi, guidati da Clopin, stanno celebrando il carnevale quando la bella Esmeralda entra danzando un ballo gitano. Frollo, il corrotto arcidiacono della Cattedrale di Notre-Dame, guarda la scena di nascosto e comincia a struggersi di desiderio per lei. Prima che la danza sia finita, Quasimodo, il deforme campanaro della cattedrale, viene incoronato re della Festa dei Folli. Quando Frollo lo rimprovera la folla si rivolta contro di lui, ma l'arcidiacono viene salvato da Clopin. Con l'aiuto di Quasimodo, Frollo tenta di rapire Esmeralda, ma la zingara viene salvata dall'arrivo di Phoebus, capitano degli arcieri del re. Tra la giovane e il capitano nasce una profonda attrazione e Phoebus le dona una sciarpa come regalo di commiato.

### Atto II
Scena I: Alla Place de Grève
Quasimodo è stato messo alla gogna per il suo ruolo nel tentato rapimento di Esmeralda e tutta la folla lo deride, con l'eccezione della zingara, che prova compassione per lui e gli dà da bere.
Scena II: Nella casa di Fleur de Lys de Gondelaurier
Mentre la sua festa di fidanzamento con Fleur de Lys de Gondelaurier prende luogo, Phoebus riflette sul suo desiderio per Esmeralda. Anche gli ospiti condividono il suo interesse per la zingara, dato che tutti loro si accalcano alla finestra per vederla ballare nella piazza sottostante. Durante la sua danza, Esmeralda si esibisce con la sciarpa donatale da Phoebus e Fleur de Lys la riconosce con orrore. Scoperto il tradimento, sia la fidanzata che i suoi ricchi ospiti diventano ostili nei confronti del capitano.

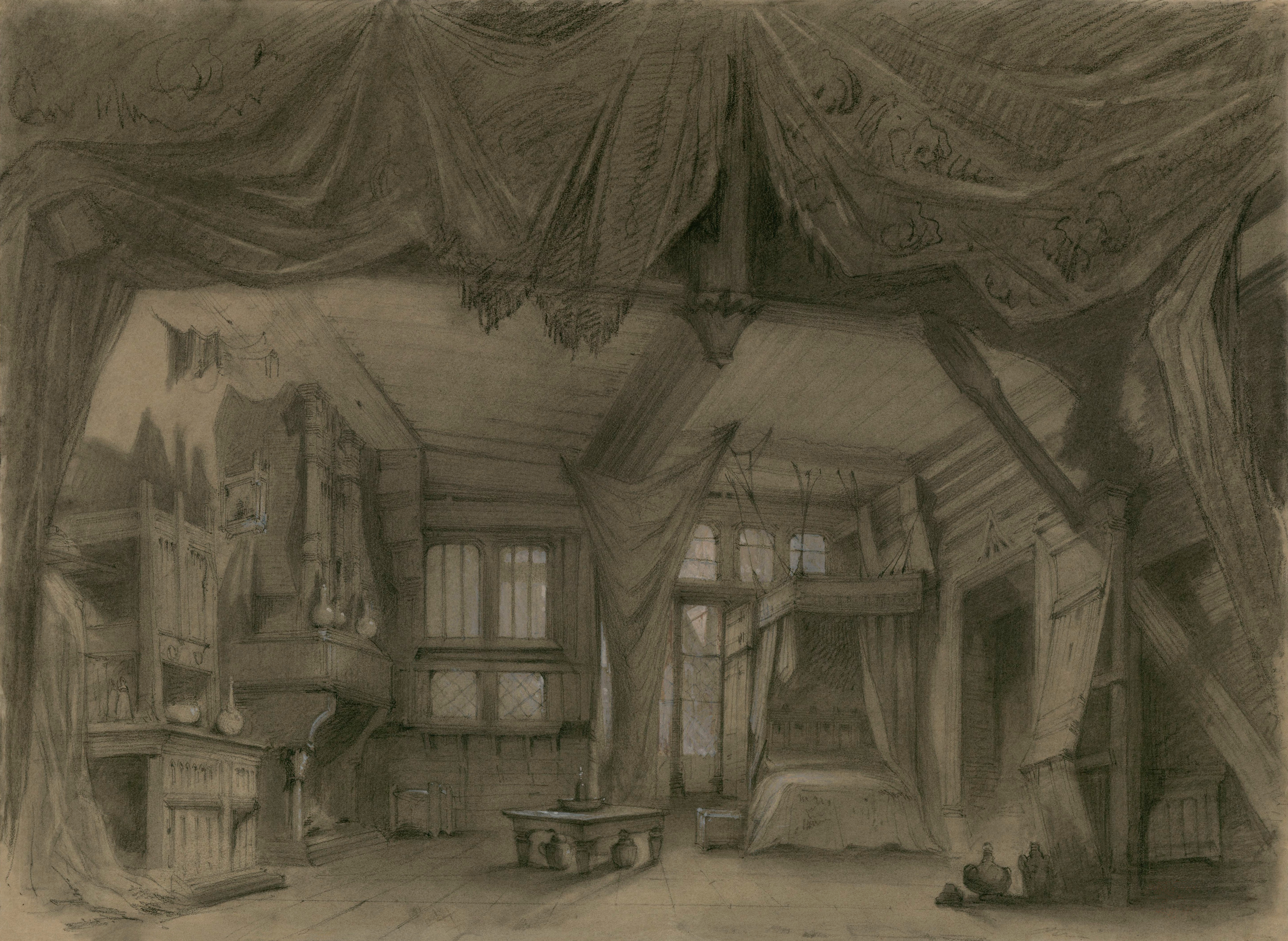
Bozzetto di Charles-Antoine Cambon per la scenografia della seconda scena del terzo (1836)

### Atto III
Scena I: Fuori da una taverna
Phoebus e i suoi uomini gozzovigliano fuori da una locanda e il capitano canta loro del suo ultimo amore, che incontrerà più tardi quella sera stessa. Frollo tenta di sventare il rendez-vous avvertendo Phoebus che Esmeralda è una strega, ma senza alcun risultato.
Scena II: In una stanza nella taverna
Mentre Phoebus ed Esmeralda amoreggiano, Frollo li spia in segreto nascosto nella stanza in cui si trovano. Colto da una folle gelosia, Frollo estrae una spada e attacca Phoebus, lasciandolo per morto.

### Atto IV
Scena I: Una prigione
Dietro ordine di Frollo, Esmeralda è stata imprigionata e condannata a morte per l'omicidio di Phoebus, anche se il capitano è in realtà ancora in vita. Frolla le offre la libertà in cambio del suo amore e del suo corpo, ma Esmeralda rifiuta orripilata.
Scena II: Una piazza nei pressi di Notre-Dame
Mentre Quasimodo suona le campane, Esmeralda si prepara per l'esecuzione. Frollo decide di provare a rapirla di nuovo, questa volta con l'aiuto di Clopin. Mentre la folla si accalca nella piazza per assistere all'esecuzione, Phoebus arriva e testimonia la verità prima di morire tra le braccia di Esmeralda. La sua testimonianza la scagiona, ma la zingara ha il cuore infranto e si getta sul cadavere di Phoebus, giurando di seguirlo nella morte. Frollo grida alla fatalità, seguito dal coro degli astanti.

## La prima
| Personaggio                         | Profilo vocale | Prima rappresentazione a Parigi, 14 novembre 1836 (Direttore: François Habeneck) |
| ----------------------------------- | -------------- | -------------------------------------------------------------------------------- |
| Esmeralda                           | Soprano        | Marie-Cornélie Falcon                                                            |
| Phoebus de Chateaupers              | Tenore         | Adolphe Nourrit                                                                  |
| Claude Frollo                       | Basso          | Nicolas Levasseur                                                                |
| Quasimodo                           | Baritono       | Jean-Étienne-Auguste Massol                                                      |
| Fleur de Lys de Gondelaurier        | Soprano        | Constance Jawureck                                                               |
| Madame Aloise de Gondelaurier       | Mezzosoprano   | Augusta Mori-Gosselin                                                            |
| Diane                               | Mezzosoprano   | Mme. Lorotte                                                                     |
| Bérangère                           | Mezzosoprano   | Mme. Laurent                                                                     |
| Visconte de Gif                     | Tenore         | Alexis Dupont                                                                    |
| Monsieur de Chevreuse               | Basso          | Ferdinand Prévôt                                                                 |
| Monsieur de Morlaix                 | Basso          | Jean-Jacques-Émile Serda                                                         |
| Clopin Trouillefou                  | Tenore         | François Wartel                                                                  |
| Banditore                           | Baritono       | Hans                                                                             |
| Coro: popolani, mendicanti, arcieri |                |                                                                                  |

## Genesi e debutto
Victor Hugo cominciò a scrivere il libretto di Notre-Dame de Paris (l'unico firmato da Hugo) nel 1830, poco dopo la pubblicazione del romanzo. Il successo di Notre-Dame de Paris spinse diversi compositori, tra cui Berlioz e Meyerbeer, a chiedere i diritti per realizzare un adattamento operistico dell'opera, ma Hugo accettò solo la proposta della Bertin, di cui era amico di famiglia. La scrittura del libretto definitivo fu iniziata nel settembre 1832, quando la compositrice gli chiese di collaborare nella stesura dell'opera durante un soggiorno di Hugo a casa Bertin. Il manoscritto della prima stesura fu consegnato alla Bertin il 30 ottobre 1832. La versione definitiva del libretto occupò oltre tre anni e richiese un significato sconvolgimento del romanzo: assenti sono i personaggi di Gringoire e Jehan Frollo, di cui però alcuni elementi furono incorporati con il personaggio di Clopin, il ruolo di Quasimodo fu ridotto ai minimi termini ed Esmeralda si salva dall'esecuzione, a differenza del romanzo. Nel gennaio 1836 il libretto fu sottoposto alla censura francese, che richiese il cambio del titolo da Notre-Dame de Paris a La Esmeralda, dato che il romanzo era stato inserito nell'Indice dei libri proibiti per la sua rappresentazione negativa della Chiesa Cattolica.
Gli impresari non badarono a spese per la prima dell'opera e ingaggiarono le quattro più importanti star dell'opera francese per il ruoli principali: Marie-Cornélie Falcon, Adolphe Nourrit, Nicolas Levasseur e Jean-Étienne Massol. Per le sfarzose scenografie e i costumi furono assunti invece Charles-Antoine Cambon e Humanité-René Philastre. La scarsa mobilità della Bertin rese sporadica la sua partecipazione alle prove e fu Berlioz ad occuparsi della conduzione musicale e della preparazione dei cantanti durante le prove. Fu in questo periodo che cominciarono a sorgere problemi dietro alle quinte per la rivalità tra gli artisti: numerosi cantanti si lamentarono che tutte le arie migliori fossero state date solo alla Falcon e che in realtà fosse stato Berlioz a scrivere i brani musicali migliori (Berlioz negò sempre). Hugo si trovò un Bretagna per gran parte delle prove e al suo ritorno rimase deluso dai costumi troppo eleganti e raffinati, che riteneva non solo poco appropriati per i personaggi, ma anche inefficaci ai fini della critica sociale alla disparità tra le classi presente nel romanzo.
La prima ebbe luogo il 14 novembre 1836 al Théâtre de l'Académie Royale de Musique di Parigi, con la direzione musicale di François Habeneck. Le recensioni furono disastrose e diverse accuse di nepotismo furono mosse contro Louise Bertin, la cui famiglia vantava strettissime relazioni con i più alti vertici del mondo culturale francese e, in particolare, del teatro dell'opera. Il pubblico presente in sala fischiò dopo diversi numeri musicali, mentre dopo l'aria di Quasimodo Air des Cloches - ritenuta la migliore dell'opera - diversi spettatori (tra cui Alexandre Dumas) urlarono che il brano era stato composto da Berlioz. La Esmeralda rimase in cartellone per sole sei rappresentazioni e durante l'ultima di esse, il 16 dicembre, l'opera fu portata in scena in una versione accorciata in soli tre atti. La famiglia Bertin si era ormai guadagnata diversi oppositori, che durante la replica continuarono a urlare di cancellare lo spettacolo finché Marie-Cornélie Falcon non fuggì dietro le quinte, abbandonando la rappresentazione.
Il primo atto, in una versione che comprendeva le arie principali degli altri tre, fu messo in scena alcune altre volte tra il 1837 e il 1839, solitamente come spettacolo d'apertura prima di balletti. Franz Liszt ri-orchestrò la partitura per il solo pianoforte e questa versione accompagnò una rara rappresentazione dell'opera al Teatro dell'Opera di Besançon nel 2002, messa in scena in occasione del duecentesimo anniversario della nascita di Hugo. Nel 2008 La Esmeralda fu messa in scena all'Opéra Berlioz di Montpellier in forma concertistica: la rappresentazione fu registrata dal vivo e divenne quindi l'unica registrazione esistente dell'opera.

## Incisioni discografiche
| Anno | Cast (Esmeralda, Phoebus, Frollo, Quasimodo)                                  | Direttore       | Etichetta |
| ---- | ----------------------------------------------------------------------------- | --------------- | --------- |
| 2008 | Maya Boog, Manuel Nuñez Camelino, Francesco Ellero d'Artegna, Frédéric Antoun | Lawrence Foster | Accord    |